# Гуґо Юган Гамільтон
Гуґо Юган Гамільтон (швед. Hugo Johan Hamilton; нар. 1668 або 1669 — пом. 9 січня 1748, Туна, повіт Рюстад, область Естерйотланд) — шведський барон, військовий діяч.
Батьки: генерал-майор і губернатор барон Малькольм Гамільтон та Катаріна Макелеєр. 

## Біографія
Гуґо Юган вже 12-річним почав свою військову кар’єру при Ельвсборгському полку як фельдфебель, там від 1678 р. його батько був полковником. У 1683-91 рр. він був прапорщиком у тому самому з’єднанні, після чого його перевели в Лейб-гвардію піхотинцем, і там він став лейтенантом 1692 р., а також капітаном 1695 р. Вже перед цим він пішов на іноземну службу і брав участь у нападі Людовіка XIV на Нідерланди 1692 р. Наступного року він воював на протилежному боці при Вільгельмі Оранському. 1696 р. він знову був у Швеції, і, коли спалахнула Велика Північна війна, його підвищили до підполковника новоствореного Лейб-драгунського полку (1700), а також після битви під Нарвою в цьому самому році він став полковником. цього самого полку. Він брав потім участь з відзнакою у Польській війні, особливо під Клішовим 1702 р. і Фрауштадтом 1706 р. У російському поході в Україні його піднесли в звання генерал-майора і призначили 1708 р. начальником кавалерійського полку Йостйота. Під Полтавою крім цього полку стояв під його орудою ще й становий драгунський полк зі Сконе. З цими військами він уже перед, власне, початком битви брав участь у переслідуванні російських кавалерійських корпусів, що втікали, але коли він повернувся на поле битви, шведи вже зазнали поразки. Він, між тим, пішов безпосередньо в атаку на російську армію-переслідувачку і тим самим врятував велику частину шведської піхоти від знищення. Сам він був узятий у полон під Переволочною і перевезений до Москви, там він залишався до 1715 р., у якому переїхав до Казані, щоб зупинитися там до кінця війни. Лише навесні 1722 р. він повернувся до Стокгольма. Через тривале перебування в полоні його обійшли підвищення по службі в армії, а його відхід від політики та нова політична система не покращили його перспектив у цьому відношенні. Проте він залишився начальником свого старого полку і був у 1720 р. підвищений до рангу генерал-лейтенанта, у 1722 р. – до генерала, а в 1734 р. – фельдмаршала. Як старого каролінця його не могли не схвилювати розлад порядку і падіння дисципліни в армії та її погане оснащення і вишкіл, і він про це неодноразово та красномовно доповідав уряду. Тільки війна з Росією 1741—43 рр. показала цей занепад у всьому його масштабі. У 1739 р. Гамільтона призначили командувачем військ у Фінляндії, але він відмовився з причини свого віку. Проте до нього зверталися як до радника з військових питань і він засідав у воєнному суді, яким засуджувалися генерали Левенгаупт та Будденброк. Шляхом успадкування та купівлі він зібрав чималі землеволодіння, ядро яких створив майорат Боо та Ібогольма в області Еребру. 
Був одружений двічі: 
1) 1699 р. з Евою Катаріною Фалькенберг аф Тристорп, померла 1707 р.; 
2) 1723 р. з баронесою Анною Флемінг аф Лібеліц.